# لیدیا رابینوویچ-کمپنر
لیدیا رابینوویچ-کمپنر (انگلیسی: Lydia Rabinowitsch-Kempner; ۲۲ اوت ۱۸۷۱ – ۳ اوت ۱۹۳۵) پزشک، باکتری‌شناس و فعال حقوق زنان یهودی‌تبار بود که بیشتر به خاطر تحقیقات پیشگامانه‌اش در زمینه پاتوژنز بیماری سل شناخته می‌شود. او در سال ۱۹۰۴ موفق به شناسایی باکتری باسیل سل در شیر خام شد و تحقیقاتش نقش کلیدی در توسعه ادجوانت فروند ایفا کرد. در سال ۱۹۱۲ به عنوان اولین زن در برلین به مقام استادی رسید و در نهایت به سمت مدیر بیمارستان موآبیت، دومین بیمارستان مهم برلین، منصوب شد.

## اوایل زندگی و تحصیل
لیدیا رابینوویچ در کاونای امپراتوری روسیه (شهر کاوناس فعلی در لیتوانی) متولد شد. او تحصیلات ابتدایی خود را در دبیرستان دخترانه کاوناس گذراند و به صورت خصوصی زبان‌های لاتین و یونانی را فراگرفت. به دلیل محدودیت‌های تحصیلی برای زنان و یهودیان در روسیه، برای ادامه تحصیل به دانشگاه زوریخ رفت و در سال ۱۸۹۴ مدرک دکترای خود را در رشته علوم طبیعی از دانشگاه برن دریافت کرد.
پس از اتمام تحصیلات به برلین نقل مکان کرد و با موافقت استاد رابرت کخ، فرصت انجام تحقیقات باکتری‌شناسی در مؤسسه بیماری‌های عفونی رابرت کخ را به دست آورد. او در این مؤسسه به عنوان تنها شاگرد زن و البته بدون دریافت دستمزد مشغول به کار شد. در سال ۱۸۹۵ به فیلادلفیا رفت و در کالج پزشکی زنان پنسیلوانیا ابتدا به عنوان مدرس و سپس به عنوان استاد مشغول به تدریس شد.
در آوریل ۱۸۹۸ به برلین بازگشت و با باکتری‌شناس برجسته، والتر کمپنر (۱۹۲۰–۱۸۶۹) ازدواج کرد. تحقیقات او بر روی گونه‌ای از تریپانوزوم به نام تریپانوزوم لوئیس که در سال ۱۸۷۷ کشف شده بود، منجر به شناسایی مراحل مختلف رشد این انگل شد. در سال ۱۸۹۶ در کنگره بین‌المللی زنان در برلین سخنرانی‌ای با موضوع تحصیل پزشکی توسط زنان در کشورهای مختلف ارائه داد. در کنگره علمی که در سال ۱۹۰۴ در شهر برسلاو برگزار شد، ریاست بخش بهداشت و باکتری‌شناسی را بر عهده گرفت.
در سال ۱۹۰۲ به اودسا سفر کرد تا روی بیماری طاعون مطالعه کند. پس از آن همراه با رابرت کخ به تحقیقاتی دربارهٔ تریپانوزومیازیس آفریقایی در شرق آفریقا پرداخت. در سال ۱۹۰۴ موفق شد باکتری باسیل سل را در شیر خام شناسایی کند، کشفی که رابرت کخ پیش از آن در انجامش ناکام مانده بود. پس از بازگشت به برلین، به عنوان دستیار تحقیقاتی در مؤسسه پاتولوژی بیمارستان شاریته مشغول به کار شد و تحقیقاتش را بر روی بیماری سل متمرکز کرد.
از سال ۱۹۱۴ تا ۱۹۳۳ سردبیر نشریه تخصصی «توبرکولوزیس» بود. در سال ۱۹۱۲ به عنوان اولین زن در برلین موفق به دریافت عنوان استادی شد. در همان سال قیصر ویلهلم از او تقدیر کرد، اما این موضوع باعث بروز واکنش‌های یهودستیزانه در مطبوعات شد و به دنبال آن از اشتغال رسمی محروم ماند. تحقیقات دکتر رابینوویچ عمدتاً بر روی روش‌های انتقال مایکوباکتریوم توبرکلوزیس و مایکوباکتریوم بوویس از طریق محصولات لبنی متمرکز بود که نتایج آن به توسعه ادجوانت فروند منجر شد. او با مسئولان مؤسسه پاستور همکاری نزدیکی داشت تا بحران ناشی از آلودگی تصادفی واکسن BCG در لوبک که منجر به ابتلای بیماران به سل شده بود را حل کند.
در نهایت به سمت مدیر مؤسسه باکتری‌شناسی بیمارستان موآبیت منصوب شد. اما در سال ۱۹۳۳ با قدرت گرفتن نازی‌ها و آغاز تحریم مؤسسات یهودی، از سمت خود برکنار شد. در این دوران بسیاری از پزشکان یهودی اخراج شده و از بازگشت به کار منع شدند. لیدیا رابینوویچ-کمپنر نه تنها به عنوان یک دانشمند برجسته، بلکه به عنوان زنی که در برابر محدودیت‌های جنسیتی و یهودستیزی مقاومت کرد، جایگاه ویژه‌ای در تاریخ علم پزشکی دارد. تحقیقات او در زمینه سل و واکسن‌سازی تأثیرات ماندگاری بر علوم پزشکی گذاشته است.